# Fred Haines
Fred Haines (* 27. Februar 1936 in Los Angeles, Kalifornien; † 4. Mai 2008 in Venice, Kalifornien) war ein US-amerikanischer Drehbuchautor und Filmregisseur.

## Leben
Haines wuchs in Tucson, Arizona auf und diente zwischen 1953 und 1956 bei der United States Navy. Während dieser Zeit heiratete er das erste Mal. Seine Ehe mit der Tochter seines kommandierenden Admirals, aus der zwei Kinder hervorgingen, wurde 1961 geschieden. Nach seiner ehrenhaften Entlassung aus dem Dienst studierte Haines Literaturwissenschaft an der Columbia University, der University of Arizona und der University of California, Berkeley.
Nach seinem Abschluss arbeitete er für den Radiosender Pacifica Radio und lernte den Regisseur Joseph Strick kennen, durch dessen Vermittlung er eine Anstellung bei Columbia Pictures erhielt und der ihn später als Co-Autor für die Spielfilmadaption von James Joyce’ Ulysses engagierte. Für ihr adaptiertes Drehbuch wurden Strick und Haines 1967 für den Oscar nominiert. Beide arbeiteten daraufhin zusammen an einer Adaption von Henry Millers Wendekreis des Krebses, aufgrund von künstlerischen Differenzen beendete Haines jedoch seine Mitarbeit. Er arbeitete daraufhin mehrere Jahre an der Fertigstellung der Spielfilmadaption von Hermann Hesses Der Steppenwolf, bei der er zudem die Regie führte.
Während der Dreharbeiten zu Ulysses in Irland hatte Haines seine zweite Frau kennengelernt. Als diese an Multipler Sklerose erkrankte, zog das Paar nach Irland, wo sie im Haus von Constantine Fitzgibbon wohnten. In dieser Zeit war Haines beim irischen Fernsehsender RTÉ angestellt und arbeitete als Theaterregisseur in Dublin. 1984 zogen beide zurück nach Los Angeles, wo Haines 1992 für den Fernsehfilm Segeltour des Grauens ein weiteres Mal mit Joseph Strick zusammenarbeitete.
Haines zweite Ehe wurde 2000 geschieden. Er verstarb 2008 an den Folgen seiner Lungenkrebserkrankung.

## Filmografie
- 1967: Ulysses (Drehbuch)
- 1974: Der Steppenwolf (Steppenwolf) (Drehbuch, Regie)
- 1992: Segeltour des Grauens (Survive the Savage Sea) (Drehbuch)

## Auszeichnungen
- 1968: Oscar-Nominierung für Ulysses